# Belgian National Orchestra
Das Belgian National Orchestra (BNO; offizieller Name seit Mai 2017, deutsch: Belgisches Nationalorchester, niederländisch: Nationaal Orkest van België, französisch: Orchestre national de Belgique) ist ein belgisches Sinfonieorchester mit Sitz in Brüssel. Hauptveranstaltungsort ist der Saal Henry Le Bœuf im kurz vor der Gründung des BNO erbauten Palais des Beaux-Arts de Bruxelles. Das Orchester gibt auch Konzerte außerhalb von Brüssel in Städten wie Sankt Vith und Hasselt.

## Geschichte
Das Orchester wurde 1931 von Désiré Defauw als Brüsseler Sinfonieorchester gegründet und 1936 in seine heutige Form umstrukturiert. Das von der belgischen Regierung unterstützte BNO veranstaltet rund 70 Konzerte pro Saison in Belgien und im Ausland und beschäftigt 96 Musiker. Es ist spezialisiert auf die Musik des 19. und des 20. Jahrhunderts und auf Filmmusik. Seit seiner Gründung begleitet das BNO die Solisten der Endrunde des 1937 geschaffenen Concours Reine Elisabeth.
Vor der Ernennung von André Cluytens zum Chefdirigenten (Musikdirektor) im Jahr 1958 arbeitete das BNO mit verschiedenen Dirigenten zusammen, darunter zunächst Erich Kleiber und Désiré Defauw, später Karl Böhm, Pierre Monteux, Édouard van Remoortel und André Vandernoot. Seit 2017 ist Hugh Wolff Chefdirigent. 1960 wurde das BNO zum offiziellen Orchester der Hauptstadt Brüssel ernannt.
Das Orchester gastiert regelmäßig an den Festivals von Flandern, Wallonien und Ostbelgien. Im Sommer 2015 wurde es zum Techno-Festival Tomorrowland eingeladen, wo es das eigens für das Festival komponierte Werk Symphony of Unity aufführte.

## Chefdirigenten
- André Cluytens (1958–1967)
- Michael Gielen (1969–1971)
- André Vandernoot (1974–1985)
- Georges Octors (1985–1989)
- Mendi Rodan (1983–1989)
- Ronald Zollman (1989–1993)
- Juri Simonow (1994–2002)
- Mikko Franck (2002–2007)
- Walter Weller (2007–2012)
- Andrei Boreiko (2012–2017)
- Hugh Wolff (seit 2017)

## Uraufführungen
- Henri Pousseur: L’Effacement du prince Igor (1971)
- Frederik Van Rossum: Der blaue Reiter (1971)
- Jacqueline Fontyn: Quatre sites (1981)
- Jacob Druckman: Demos (1992)
- Frederik Van Rossum: Polyptyque (1986)
- Einojuhani Rautavaara: Book of Visions (2005, vom Orchester in Auftrag gegeben[5])
- Annelies Van Parys: A War Requiem (2018, vom Orchester in Auftrag gegeben zur Erinnerung an das Ende des Ersten Weltkriegs[6])